# Lac Pehoé
Le lac Pehoé est une étendue d'eau située dans le parc national Torres del Paine, dans la région de Magallanes et de l'Antarctique chilien, au sud du Chili. Le lac est alimenté principalement par le Río Paine à travers le lac Nordenskjöld, mais il collecte également les eaux du lac Skottsberg.
Les eaux du Río Paine alimentant le lac Pehoé émergent des chutes Salto Grande. Dans les environs des rives nord du lac Pehoé se trouvent une faune et une flore variée, parmi lesquelles des guanaco sauvages.

Le lac Pehoé, dans le parc national Torres del Paine.

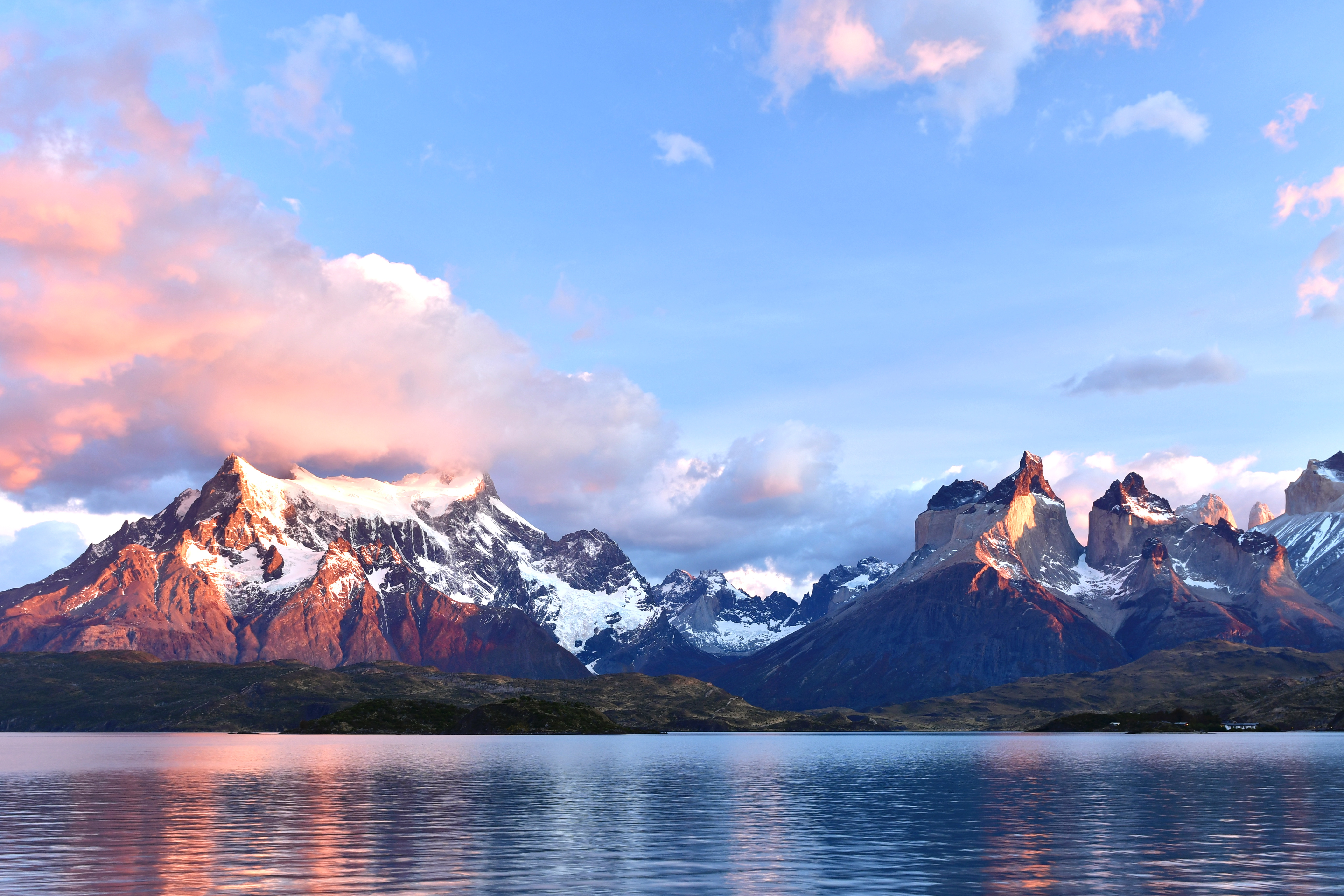
Le lac Pehoé (avril 2018).

### Sources et bibliographie
- (en) C. Michael Hogan, Guanaco : Lama guanicoe, GlobalTwitcher.com, ed. N. Strömberg, 2008 (lire en ligne)
- (en) Earth Info. 2002. earth-info.nga.mil Complete Files of Geographic Names for Geopolitical Areas from GNS (ISO/IEC 10646 Unicode UTF-8)